# 2019冠狀病毒病沙特阿拉伯疫情
2019冠状病毒病沙特阿拉伯疫情，介紹在2019冠狀病毒病疫情中，在沙特阿拉伯發生的情況。2020年3月2日，2019冠狀病毒病疫情扩散至沙特阿拉伯。

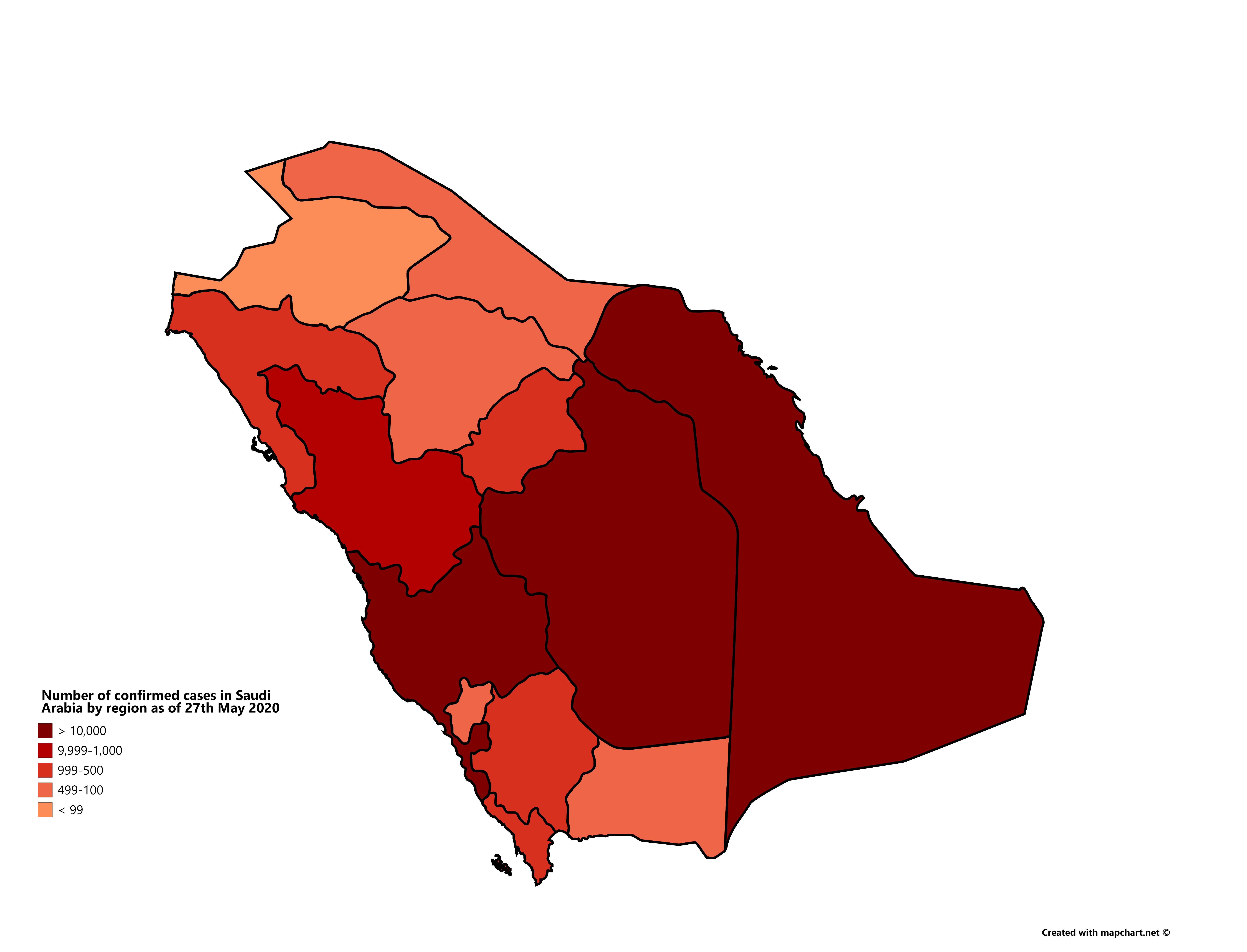
2020年5月27日各省確診宗數

## 时间线

### 2020年3月
3月2日, 沙特阿拉伯确诊第一例病例，是一名由伊朗经巴林回国的沙特公民。
3月4日，沙特阿拉伯确诊第二例病例，是第一例病例的同伴。该病例在途径巴林的时候隐瞒了他去过伊朗的事实。
3月5日，沙特阿拉伯卫生部公布了三例新病例。其中两例是从伊朗经科威特抵达沙特的一对夫妻，另一例则由伊朗经巴林抵沙特，和3月2日、3月4日的两例病患一同乘过车。同日，沙特阿拉伯公布了针对禁寺和先知清真寺的预防措施，包括每日为了消毒关闭禁寺。
3月7日，沙特卫生部又公布了两例新病例，都是女性。一例从伊朗经巴林抵达沙特，另一例从伊拉克纳杰夫经阿联酋抵达沙特。两例都隐瞒了旅行史，从而得以入境。
3月8日，沙特卫生部又公布了四例新病例。其中三例接触过之前来自伊朗的病例，而第四例则由伊朗经阿联酋抵达沙特。
3月9日，沙特官方又公布了四例新病例，包括一名沙特公民、二名巴林公民，和一名美国公民。所有的新病例都已被隔离在卡提夫和利雅得。
3月10日，沙特卫生部又公布了五例新病例，确诊病例总数达到20例。
3月11日，沙特卫生部又公布了一例新病例，是一位埃及公民。该国确诊病例总数达21例。
3月12日，沙特卫生部又公布了24例新病例，该国确诊病例总数达45例。
3月13日，沙特卫生部又公布了24例新病例，该国确诊病例总数达86例。
3月14日，沙特卫生部又公布了17例新病例，该国确诊病例总数达103例。
3月15日，沙特卫生部又公布了15例新病例，该国确诊病例总数达118例。
3月16日，沙特卫生部又公布了15例新病例，该国确诊病例总数达133例。

## 相关反应

### 圣地
2月27日，沙特宣布暂时禁止任何想在麦加进行朝圣或到麦地那的先知清真寺参观的个人以及游客入境。该规定也适用于来自存在SARS-CoV-2风险的国家的游客。
3月5日，沙特阿拉伯宣布了关于麦加大清真寺和先知清真寺的进一步预防措施，其中包括每天定时关闭大清真寺消毒。

### 海关
2月28日，沙特阿拉伯外交部长宣布暂时暂停海湾合作委员会国家的公民进入麦加和麦地那。海湾合作委员会的居民若连续在沙特阿拉伯呆了14天以上，且没有表现出任何COVID-19的症状，将被排除在这项规则之外。

### 封锁
3月8日，沙特阿拉伯政府宣布暂停卡提夫港口的所有航运进出，但允许卡提夫居民进入港口。据称，政府用水泥板当路障，封锁了通往该地区的主要道路。沙特的内政部长宣布，该国此时所有确诊的病例都来自卡提夫。

### 其他
3月7日，沙特体育部宣布所有体育竞赛将转入室内。另外，沙特体育部还宣布，即将于3月23日至4月1日举办的2020年沙特全国奥运会将无限期推迟。
3月8日，沙特教育部宣布自周一（3月9日）起，为了控制疫情，将暂时关停全国的学校和大学。该决定适用于所有的教育机构，包括公立和私立的学校，以及职业技术培训机构。
3月14日沙特城市乡村事务部宣布将关停所有的游乐场和商场中的娱乐场所，并且将对所有的餐厅进行消毒通风处理。另外，城市乡村事务部还宣布将禁止包括婚葬在内的所有社会活动。
3月15日，城市乡村事务部宣布关停所有商场、餐厅、咖啡店和公园，但保持药房和超市开放。
3月23日晚7时起，沙特開始實施全境範圍內的宵禁令。
2021年5月17日，沙特開始开放边界。